# Liam Fahy
Liam Fahy (nascido em 26 de outubro de 1984) é um designer de calçado do Zimbábue.

## Biografia
Liam Fahy nasceu em Harare, no Zimbábue. Fahy estudou Design de Calçados na Universidade De Montfort e foi premiado com vários prémios de design, incluindo Drapers Student Designer of the Year e o prémio Lineapelle Young Designer. Depois de se formar com honras, Fahy ganhou o prémio inaugural Fashion Fringe Accessories, com um jurado com personalidades como Manolo Blahnik e Colin McDowell, ganhando um estágio com o designer de acessórios Rupert Sanderson.
Em 2012, Fahy recebeu o prémio NewGen do British Fashion Council.